# Baicalasellus angarensis
Baicalasellus angarensis is een pissebed uit de familie Asellidae. De wetenschappelijke naam van de soort is voor het eerst geldig gepubliceerd in 1884 door Dybowski.